# Ausztrálposzáta-félék
Az ausztrálposzáta-félék (Acanthizidae) a madarak osztályának verébalakúak (Passeriformes) rendjébe tartozó család. 15 nem és 65 faj tartozik a családba.
A magyar név forrással nincs megerősítve.

## Rendszerezés
A családba az alábbi nemek és fajok tartoznak:
- Pachycare – 1 faj
- Oreoscopus – 1 faj
- Gerygone – 19 faj
- Acanthornis – 1 faj
- Aphelocephala  – 3 faj
- Acanthiza – 14 faj
- Smicrornis – 1 faj
- Pycnoptilus  – 1 faj
- Pyrrholaemus – 2 faj
- Hylacola – 2 faj
- Calamanthus Gould, 1838 – 3 faj
- Origma Gould, 1838 – 1 faj
  - szirti origmaposzáta (Origma solitaria)
- Crateroscelis Sharpe, 1883 – 3 faj
- Sericornis Gould, 1838 – 13 faj